# 天主教台南教區
天主教台南教區是天主教會在台灣西南部設置的一個教區，成立於1961年，涵蓋範圍包括台南市及澎湖縣。教區主教為黃敏正，榮休主教為林吉男、李若望，副主教為賴効忠神父，教區內共有約30位神父及60位修女服務。

## 沿革
1913年，台灣當時為日治時代中期，聖座將台灣從廈門宗座代牧區獨立出來，成立獨立管區台灣宗座監牧區。1949年12月31日，聖座將台灣的天主教會劃為台北宗座監牧區、高雄宗座監牧區兩大管區，台灣東部屬台北監牧區管轄。1952年8月7日，台灣的聖統制度正式建立，聖座再將西部平原地帶的雲林縣、嘉義縣（市）獨立出來，設置嘉義宗座監牧區，由陽穀教區主教牛會卿擔任宗座監牧。1961年3月21日，聖座再將台南市、台南縣、澎湖縣由高雄監牧區劃出，成立台南教區，由當時在教廷工作的羅光神父擔任教區首任主教。1970年，聖座將澎湖縣由台南教區劃出，獨立設置澎湖宗座署理區，由威海衛監牧甘霖擔任首任宗座署理，為聖座直屬的教會管區；該署理區在1991年2月26日撤銷，澎湖縣回歸台南教區管轄。

## 堂區
台南教區共管轄47個堂區、13個兼管區（非獨立堂區），整個教區另劃分為五個總鐸區，每個總鐸區由區內各堂區主任司鐸之中選出一位總鐸，以利於教務管理，並作為各堂區與教區之間的連繫橋樑。

### 第一總鐸區（開山總鐸區）
- 中華聖母主教座堂（台南市中西區；開山路天主堂）
- 聖母無玷原罪始胎堂（台南市中西區；中山路天主堂）
- 聖維雅內堂（台南市東區；大林天主堂）
- 聖若瑟堂（台南市中西區；南寧街天主堂）
- 聖母升天堂（台南市仁德區；二空天主堂）
- 聖十字架堂（台南市中西區；濟生街天主堂）
- 聖樂倫堂（台南市安平區；安平天主堂）

原第五總鐸區（澎湖總鐸區）目前已納入第一總鐸區
- 聖母病人之痊堂（澎湖縣馬公市；馬公天主堂）
- 講美天主堂（澎湖縣白沙鄉）
- 華福天主堂（澎湖縣湖西鄉；沙港天主堂）
- 聖母聖心堂（澎湖縣湖西鄉；湖西天主堂）

### 第二總鐸區（東門總鐸區）
- 中華殉道聖人堂（台南市東區；東門路天主堂）
- 耶穌聖心堂（台南市東區；勝利路天主堂）
- 聖味增爵堂（台南市北區；開元路天主堂）
- 聖辣法爾堂（台南市東區；光明街天主堂）(已暫停)
- 聖母無原罪堂（台南市仁德區；土庫天主堂）
- 露德聖母堂（台南市北區；小北路天主堂）(已暫停)
- 聖母進教之佑堂（台南市東區；後甲天主堂）
- 聖鮑思高堂（台南市歸仁區；歸仁天主堂）

### 第三總鐸區（新化總鐸區）
- 聖彌格堂（台南市永康區；影三天主堂）
- 聖若瑟堂（台南市永康區；大灣天主堂）
- 法蒂瑪聖母堂（台南市永康區；永康天主堂）
- 耶穌聖名堂（台南市新化區；新化天主堂）
- 聖十字架堂（台南市山上區；山上天主堂）(已暫停)
- 吾樂之緣聖母堂（台南市玉井區；玉井天主堂）
- 聖家堂（台南市善化區；善化天主堂）
- 聖伯鐸聖保祿堂（台南市六甲區；六甲天主堂）
- 聖安東尼堂（台南市官田區；官田天主堂）
- 隆田天主堂（台南市官田區）(已暫停)
- 護守天使堂（台南市新市區）

### 第四總鐸區（新營總鐸區）
- 耶穌復活堂（台南市柳營區；果毅天主堂）(已暫停)
- 耶穌君王堂（台南市麻豆區；麻豆天主堂）
- 鹽水聖神堂（台南市鹽水區；鹽水天主堂）
- 天主聖三堂（台南市佳里區；佳里天主堂）
- 學甲天主堂（台南市學甲區）(已暫停)
- 聖母升天堂（台南市下營區；下營天主堂）
- 天使之后堂（台南市新營區；新營天主堂）
- 聖方濟堂（台南市柳營區；柳營天主堂）(已暫停)
- 聖十字架堂（台南市後壁區；菁寮天主堂）
- 聖家堂（台南市後壁區；安溪寮天主堂）
- 天主聖三堂（台南市白河區；白河天主堂）

## 歷任首長列表

### 台南主教
| 任       | 中文姓名   | 英文姓名 | 任期                          |
| 1        | 羅光主教   |          | 1961年3月21日－1966年2月15日  |
| 2        | 成世光主教 |          | 1966年6月17日－1990年12月3日  |
| 3        | 鄭再發主教 |          | 1990年12月3日－2004年12月4日  |
| 4        | 林吉男主教 |          | 2004年12月4日－2020年11月14日 |
| 教區署理 | 林吉男主教 |          | 2020年11月14日－2021年1月1日  |
| 5        | 李若望主教 |          | 2021年1月1日－2021年6月19日   |
| 宗座署理 | 林吉男主教 |          | 2021年6月19日－2023年6月24日  |
| 6        | 黃敏正主教 |          | 2023年6月24日－至今           |

### 澎湖宗座署理
| 任 | 中文姓名                        | 英文姓名 | 任期                  |  |
| 1  | 甘霖主教 （威海衛宗座監牧兼任） |          | 1970年－1976年        |  |
| 2  | 白正龍神父                      |          | 1976年4月10日－1991年 |  |

## 教區各單位

### 教區辦事處
台南教區的最高統轄機構稱為「教區辦事處」，本部位於台南市東區長榮路二段15號，為一棟日式建築。教區辦事處內設秘書長、教區參議等職務，教區辦事處之下共設有11個委員會、司鐸諮議會、教區法庭等單位，共同肩負起教區內教務的運作。

### 相關機構
| 各級學校 - 臺南市私立慈幼高級工商職業學校 - 臺南市私立德光高級中學 - 臺南市私立聖功女子高級中學 - 臺南市私立黎明高級中學 - 臺南市私立寶仁國民小學 文教中心 - 聖德蘭文教團（台南市大學路） - 百達文教中心（台南市勝利路） - 碧岳牧靈中心、碧岳榮休中心（台南市南園街） 媒體傳播事業 - 聞道出版社 （页面存档备份，存于） - 碧岳學社 （页面存档备份，存于） - 傳媒資訊處(負責官網、臉書、Youtube等媒體平台資訊) - 母佑神修文物服務中心 - 天主教宗教文物服務中心 | 社福機構 - 瑞復益智中心（台南市安平區） （页面存档备份，存于） - 美善社會福利基金會（台南市中西區） （页面存档备份，存于） - 天主教蘆葦啟智中心（台南市新市區） （页面存档备份，存于） - 德蘭啟智中心（台南市玉井區） （页面存档备份，存于） - 伯利恆文教基金會（台南市學甲區） （页面存档备份，存于） - 惠民啟智中心（澎湖縣馬公市） （页面存档备份，存于） - 露晞少年教養中心（台南市） - 老吾老院（台南市南區金華路一段） （页面存档备份，存于） - 德蘭園（台南市仁德區） - 玫瑰國際社會服務中心（台南市開元路） 醫療機構 - 惠民醫院（澎湖縣馬公市） （页面存档备份，存于） 活動及靈修中心 - 天主教台南青年中心 - 澎湖天主教活動中心 - 鎖港天主教活動中心 - 愛德之家避靜院 |

### 引用
1. ↑  .   [2023-04-25]. （原始内容存档于2023-07-05）.
2. ↑  .   [2012-08-26]. （原始内容存档于2013-02-17）.
3. ↑  .   [2008-01-21]. （原始内容存档于2007-01-25）.
4. ↑  2023.05.03 教廷宣布黃敏正神父為新任台南教區主教 （页面存档备份，存于） - 天主教台南教區
5. ↑  洪瑞琴. . 自由時報電子報. 2023-06-24  [2023-07-04]. （原始内容存档于2023-07-03）.
6. ↑  Friar Edouard Quint ofm

## 外部連結
- 天主教台南教區官方網站 （页面存档备份，存于）